# Ansonia hanitschi
Ansonia hanitschi es una especie de anfibios de la familia Bufonidae. Habita en Indonesia, Malasia y posiblemente en Brunéi.
Su hábitat natural incluye bosques tropicales o subtropicales secos y a baja altitud, montanos secos y ríos.
Está amenazada de extinción por la pérdida de su hábitat natural.